# 高柳光寿
高柳 光寿（たかやなぎ みつとし、1892年3月11日 - 1969年12月1日）は、日本の歴史学者。高柳 光壽とも。自身で「髙柳」と署名しているものもある。國學院大學教授。大正大学教授。静岡県出身。専門は日本中世史、特に戦国時代史。足利尊氏研究、戦国史研究の権威。

## 来歴
静岡県敷知郡浜松町（現在の浜松市）に神主高柳喜一郎の長男として生まれる。1914年、國學院大學国史科を優等の成績で卒業。1916年に東京帝国大学史料編纂所に勤務、1926年には史料編纂官となって、『大日本史料』安土桃山時代の編纂を担当。また、1921年から1944年まで國學院大學教授を、1947年から1969年まで大正大学教授を兼任。1948年、日本歴史学会を創設し、初代会長に就任。1952年、東京大学史料編纂所を定年退官し、1958年より國學院大學文学部教授。また鎌倉市史編纂主任となり、1961年には「中世鎌倉の研究」により國學院大學から文学博士の学位を授与される。1968年に國學院大學を退任。
1969年、東京都中野区の実家で死去。死後、本人と遺族の意向により、大正大学に高柳光寿奨学基金が設置された。

## 業績
その研究方法は実証的・科学的なもので、それまで旧参謀本部『日本戦史』によって通説化していた様々な戦国史について再検討を行った。史料を分別することで、虚実を露にし、多くの新説を打ち立てた。それらは当時は画期的なものであったが、現在、多くの人々に支持され、通説となっている。史料の採用については、同じ國學院大教授の桑田忠親よりもシビアであり、軍記物などは積極的に排除する傾向がみられる。ただ、その中でも合理的な推察を加え、ありうべき事柄についてはそれを棄てないでいる。このような研究により、戦国史の泰斗・権威と評され、現在においても多大な影響を残している。また本能寺の変については、明智光秀の野望説を打ちたて、現在、藤本正行、鈴木眞哉らによって支持・補強されている。その著書『明智光秀』（人物叢書・吉川弘文館、1958年）は、小和田哲男が高校生当時に読み、歴史学のあり方について多くを学んだと吐露している（『明智光秀』PHP新書）。また、石井進（中世史専攻、東大名誉教授）は「国家成立過程における神社の意義」（高柳光寿史学論文集上、吉川弘文館、1970年所収）を読んで諏訪大社や信仰に興味を持った（石井進著作集第5巻）など、後進に与えた影響は大きく広い。
高柳の主著である『戦国戦記』は、本能寺の変・山崎の戦い、三方ヶ原の戦い、長篠の戦い、賤ヶ岳の戦いに関するものが刊行されており、当時は新説を多く盛り込んだ画期的な力作であったが、史実を求めた実証的な内容が支持され、その多くが通説として扱われている。現在、一部反論されるものも散見されるが、これらの著書の影響力は甚大である。なお、同書は、小牧・長久手の戦い、島原の乱、関ヶ原の戦い（2巻）が執筆される予定であり、高柳自身も意欲に燃えていたが、その死歿により幻となってしまった。

## 著書
- 『愛宕下、日比谷、丸の内附近、浅草、馬道、千束町、吉原、菊屋橋附近、地勢考』東京地下鉄道、1922年
- 『中等日本史』修文館、1929年
- 『新制中等日本史教授資料』東京修文館、1931年
- 『日本人の大陸発展史』日本放送出版協会、1941年 ラヂオ新書
- 『日本武将評伝 第1巻 坂上田村麻呂 他14篇』大日本出版、1945年
- 『足利尊氏』春秋社、1955年
- 『明智光秀』吉川弘文館（人物叢書）、1958年
- 『戦国戦記 1 三方原の戦』春秋社、1958年『武田信玄の戦略 三方原の戦』1988年
- 『戦国戦記 2 賤ケ岳の戦』春秋社、1958年「賤ケ岳の戦 戦史ドキュメント」学研M文庫
- 『戦国戦記 3 本能寺の変・山崎の戦』春秋社、1958年「本能寺の変 戦史ドキュメント」学研M文庫
- 『戦国戦記 4 長篠の戦』春秋社、1960年
- 『伊豆箱根・鎌倉の魅力』丸茂慎一（カメラ）淡交新社、1962年
- 『青史端紅』朝日新聞社、1962年
- 『戦国の人々』春秋社、1962年
- 『戦国史談』人物往来社、1966年
- 『源義経』文藝春秋、1967年
- 『高柳光寿史学論文集』上・下 吉川弘文館、1970年
- 『戦国対談』春秋社、1977年 新書戦国戦記 10
- 『戦国随想』春秋社、1978年 新書戦国戦記 8
- 『戦国の風俗と美術』春秋社、1978年 新書戦国戦記 9
- 『新書戦国戦記』全10冊 春秋社、1977年-1978年
  - 青史端紅
  - 戦国の人々
  - 戦国史談
  - 本能寺の変・山崎の戦
  - 三方原の戦（のち『武田信玄の戦略』と改題）
  - 長篠の戦
  - 賤ヶ岳の戦
  - 戦国随想
  - 戦国の風俗と美術
  - 戦国対談

## 共編など
- 『女子中等日本史』修文館、1930年
- 『日本名筆全集 第5巻 高僧名蹟集』雄山閣、1931年
- 『大日本戦史』第1-8巻 三教書院、1937-1944年
- 宮本武蔵『五輪書』校訂 1942年、岩波文庫
- 『世紀別日本史』渡辺実共著 明治書院、1958年
- 『戦国人名辞典』松平年一共著 吉川弘文館、1962年
- 『角川日本史辞典』竹内理三共編 角川書店、1966年
- 『日本逸話大事典』全8巻　白井喬二共編 人物往来社、1967年
- 『日本合戦史』鈴木亨共著 学芸書林、1968年 のち河出文庫
- 『鎌倉市史　総説編』吉川弘文館、1959年

## 記念論集
- 『戦乱と人物』高柳光寿博士頌寿記念会編 吉川弘文館、1968年